# 43857 Tanijinzan
43857 Tanijinzan este o planetă minoră (asteroid), cu un diametru de 13,236 km, din centura de asteroizi. A fost descoperită pe 15 noiembrie 1993 la Geisei observatory⁠(d) de Tsutomu Seki și a fost numită după Jinzan Tani⁠(d). 
Obiectul prezintă o orbită caracterizată de o semiaxă mare de 2,7809789115875 UAi, o excentricitate de 0,18155271293177, o înclinație de 22,642301820309 ° în raport cu ecliptica.